# Shlomo Dayan
Pour les articles homonymes, voir Dayan.
Shlomo Dayan (en hébreu : שלמה דיין) est un rabbin et un ancien homme politique israélien né le 6 novembre 1952 à Tétouan au Maroc. Membre du parti Shas, il siège à la Knesset de 1988 à 1992.

## Biographie
Dayan naît en 1952 à Tétouan dans le Nord du Maroc. Il fait son aliyah en 1962. Il étudie à la yechiva Sha'arit Yosef de Be'er Ya'akov puis devient rabbin.
Dayan rejoint le Shas dans les années 1980. Il est membre du conseil municipal de Jérusalem et vice-président du conseil religieux de la ville entre 1983 et 1988. De 1985 à 1987, il préside le comité d'organisation du Shas, puis il est élu à la Knesset aux élections législatives de 1988 sur la liste du parti. Il est nommé vice-président de la Knesset et devient membre de plusieurs comités, mais il perd son siège aux élections de 1992.
En 2008, Dayan est condamné à quatre mois de travaux d'intérêt général pour fraude et contrefaçon.
Dayan publie son ouvrage חכמי המערב בירושלים (« Les sages juifs d'Afrique du Nord ») en 1992. Il est également l'auteur de plusieurs articles sur la Loi juive.